# Dimension fractale

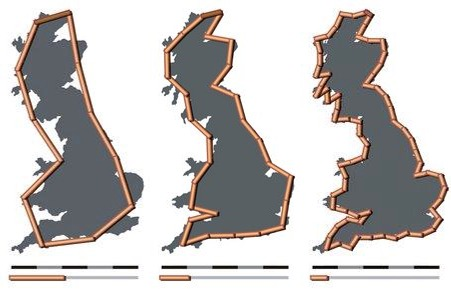
Mesure de la dimension fractale de la côte de Grande-Bretagne (de gauche à droite, la longueur apparente augmente quand le pas de mesure diminue)

En géométrie fractale, la dimension fractale, D, est une grandeur qui a vocation à traduire la façon qu'a un ensemble fractal de remplir l'espace, à toutes les échelles. Dans le cas des fractales, elle est non entière et supérieure à la dimension topologique. 
Ce terme est un terme générique qui recouvre plusieurs définitions. Chacune peut donner des résultats différents selon l'ensemble considéré, il est donc essentiel de mentionner la définition utilisée lorsqu'on valorise la dimension fractale d'un ensemble. Les définitions les plus importantes sont la dimension de Hausdorff, la dimension de Minkowski-Bouligand (ou "box-counting"), et la dimension de corrélation.
Dans le cas d'ensembles fractals simples (auto-similarité stricte, notamment) on conjecture que ces définitions donnent des résultats identiques.
Par abus de langage, on trouve parfois le terme "dimension fractale" pour désigner des grandeurs non géométriques telles que l'exposant de lois de puissance dans des lois de distribution statistiques ou des séries temporelles, invariantes d'échelle, notamment en finance.

## Approche didactique

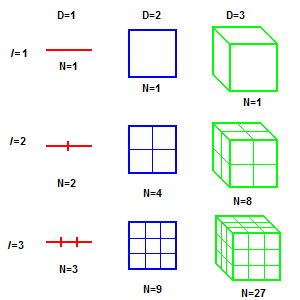
Les trois dimensions entières

Mesure approchée de la longueur d'une courbe : M(ℓ) ≈ N_{ℓ}×ℓ^{d} avec d = 1

Mesure approchée de l'aire d'une surface : M(ℓ) ≈ N_{ℓ}×ℓ^{d} avec d = 2

Mesure approchée d'une courbe de von Koch : la longueur « linéaire » tend vers l'infini, tandis que la longueur « fractale » tend vers 1

Les figures géométriques usuelles ont une dimension entière :
- La dimension D d'un segment, d'un cercle et d'une courbe régulière est de 1. Sa longueur est multipliée par {\displaystyle 2=2^{1}} lorsque sa taille double.
- La dimension D d'une surface simple et bornée est de 2. Elle a une aire finie et cette aire est multipliée par {\displaystyle 4=2^{2}} lorsque sa taille double.
- La dimension D d'un volume simple et borné dans l'espace est de 3. Il a un volume fini et ce volume est multiplié par {\displaystyle 8=2^{3}} lorsque sa taille double.

Si D est la dimension d'un objet, alors la mesure de cet objet est multipliée par {\displaystyle n^{\mathrm {D} }} lorsque la taille de cet objet est multipliée par {\displaystyle n}.

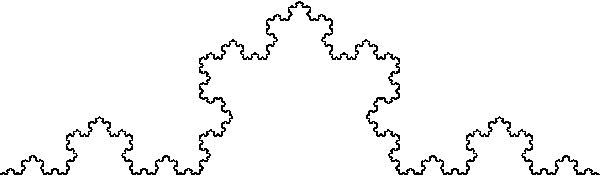
Courbe de Koch

Or, par exemple, la longueur de la courbe de Koch est multipliée par 4 lorsque sa taille triple (en effet, cette courbe est précisément définie comme étant constituée de quatre copies d'elle-même, trois fois plus petites). Puisque {\displaystyle 4\approx 3^{1,26}}, on peut considérer intuitivement qu'il s'agit d'un objet de dimension {\displaystyle \mathrm {D} \approx 1,26} (plus précisément, {\displaystyle \mathrm {D} =\log(4)/\log(3)}). Il ne s'agit plus d'une simple courbe unidimensionnelle, ni d'une surface, elle se situe « entre les deux ». Cette « dimension fractale », non entière, est caractéristique des ensembles fractals. 

## Les principales définitions
Les définitions suivantes, les plus couramment rencontrées, abondent dans la littérature (voir les articles détaillés ou les références citées en fin d'article : Mandelbrot ou Falconer).
| Définition                                         | Applicabilité                                                                            | Formule | Commentaires |
| -------------------------------------------------- | ---------------------------------------------------------------------------------------- | --- | --- |
| Dimension de Hausdorff                             | la plus rigoureuse, et définie pour tout ensemble, elle est peu aisée à mettre en œuvre. | {\displaystyle D_{H}=\inf \left\{s,H^{s}(X)=0\right\}=\sup \left\{s,H^{s}(X)=\infty \right\}} où {\displaystyle H^{s}(X)} est la mesure de Hausdorff de l'ensemble                                                                                                | Elle s'appuie sur une mesure, la mesure de Hausdorff. C'est la valeur critique de s pour laquelle la valeur de la mesure {\displaystyle H^{s}(X)} passe de 0 à l'infini. |
| Dimension d'homothétie (1)                         | Limitée aux ensembles à homothéties internes                                             | {\displaystyle D_{h}} est solution de {\displaystyle \sum _{k=1}^{N}r_{k}^{D_{h}}=1} où N est le nombre d'homothéties et rk le rapport de l'homothétie de rang k. Dans le cas de rapports identiques, elle admet une solution analytique simple (voir ci-dessous) | C'est la traduction la plus simple de la dimension de Hausdorff, applicable aux seuls ensembles fractals à homothétie interne où les homothéties qui les composent sont toutes deux à deux disjointes. Attention, cette formule n'est pas applicable dans le cas de transformations affines ou non-linéaires.                                                            |
| Dimension d'homothétie (2)                         | Limitée aux ensembles à homothéties internes de même rapport                             | {\displaystyle D_{h}={\frac {\ln(N)}{\ln({\frac {1}{r}})}}} où N est le nombre d'homothéties et r le rapport d'homothétie | C'est un cas particulier de solution pour l'équation générale ci-dessus. La dimension d'homothétie vaut alors le quotient logarithmique entre le nombre d'homothéties internes de l'ensemble, sur l'inverse du rapport d'homothétie. |
| Dimension de Minkowski-Bouligand ou "Box-counting" | Tout ensemble                                                                            | {\displaystyle D_{\text{box}}=\lim _{\varepsilon \to 0}{\frac {\log N(\varepsilon )}{\log(1/\varepsilon )}}} où N(ε) est un nombre de sous-ensembles de diamètre au plus ε nécessaires pour recouvrir l'ensemble.                                                 | La plus courante et la plus simple pour mesurer numériquement la dimension d'une fractale. Elle prend pour base la couverture de l'ensemble fractal par des ensembles de taille décroissantes. S'appuie sur une notion de comptage et non de mesure, ce qui la rend moins universelle. Peut, alors, être supérieure à la dimension de Hausdorff, mais jamais inférieure. |

## Autres définitions
Ces définitions sont plus rares dans la littérature. Elles sont utilisées dans des contextes spécifiques (théorie du chaos, par exemple).
| Définition               | Applicabilité                                             | Formule | Commentaires |
| ------------------------ | --------------------------------------------------------- | --- | --- |
| Dimension de corrélation | Appliquée aux ensembles de points (attracteurs notamment) | {\displaystyle D_{c}=\lim _{\varepsilon \rightarrow 0,M\rightarrow \infty }{\frac {\log(g_{\varepsilon }/M^{2})}{\log \varepsilon }}} où M est le nombre de points utilisés pour générer la fractale et gε le nombre de paires de points dont la distance mutuelle est inférieure à ε.                                                       | Dimension de Rényi d'ordre 2. Principalement utilisée en théorie du chaos pour estimer la dimension fractale d'attracteurs, représentés par un ensemble de points calculés. Elle considère le nombre de paires de points dont la distance mutuelle est inférieure à une distance donnée. Elle a pour avantage de permettre des calculs rapides et souvent en accord avec les autres méthodes de calcul. |
| Dimension d'information  | Appliquée aux ensembles de points (attracteurs notamment) | {\displaystyle D_{I}=\lim _{\varepsilon \rightarrow 0}{\frac {\sum _{i=1}^{N}P_{i}\log {P_{i}}}{\log {\frac {1}{\varepsilon }}}}} où N est le nombre d'hypercubes de côté {\displaystyle \epsilon } qui partagent l'espace et {\displaystyle P_{i}} la probabilité pour un point de tomber dans le cube de d'index i                         | Dimension de Rényi d'ordre 1. La dimension d'information considère l'information nécessaire pour décrire les cases occupées par les points de l'attracteur, à mesure que la taille de ces cases diminue. |
| Dimension de Rényi,      | Appliquée aux ensembles de points (attracteurs notamment) | {\displaystyle D_{\alpha }=\lim _{\varepsilon \rightarrow 0}{\frac {{\frac {1}{1-\alpha }}\log(\sum _{i}p_{i}^{\alpha })}{\log {\frac {1}{\varepsilon }}}}} où le numérateur est la limite de l'entropie de Rényi d'ordre α | Adapté à la mesure d'attracteurs. La dimension de Minkowski, la dimension d'information et la dimension de corrélation peuvent être vus comme des cas particuliers de dimension de Rényi d'ordre α. La dimension de Rényi pour α=0 traite toutes les parties du support de l'attracteur de manière identique. Pour de plus grandes valeurs de α, un poids plus important est donné aux parties de l'attracteur visitées le plus fréquemment. Un attracteur pour lequel les dimensions de Rényi ne sont pas toutes égales est considéré comme multifractal, ou possède une structure multifractale. |
| Dimension "packing"      | Tout ensemble                                             | .... | Duale de la dimension de Hausdorff. Elle considère le maximum de boules disjointes dont le centre appartient à l'ensemble fractal et non le minimum de boules couvrant la fractale. |
| Dimension "divider"      | Appliquée aux courbes sans auto-intersection              | {\displaystyle D_{d}=\lim _{\varepsilon \rightarrow 0}{\frac {\log N_{\varepsilon }}{\log {\frac {1}{\varepsilon }}}}} ou {\displaystyle N_{\varepsilon }} est le plus grand nombre de points de la courbe successivement équidistants d'une longueur donnée ({\displaystyle x_{k}} tels que {\displaystyle \|x_{k+1}-x_{k}\|=\varepsilon }) | Considère l'application répétée d'une unité de mesure de longueur de plus en plus petite (Cf illustration en tête de l'article). Utilisée par Lewis Fry Richardson pour mesurer la dimension de la côte de Grande-Bretagne. |

## Relations entre dimensions
On montre, dans le cas général, que : {\displaystyle D_{t}\leq D_{c}\leq D_{i}\leq D_{H}\leq D_{\text{box}}\leq D_{d}} ,,
où :
{\displaystyle D_{t}} est la dimension topologique de l'ensemble
{\displaystyle D_{c}} est la dimension de corrélation de l'ensemble (Rényi d'ordre 2)
{\displaystyle D_{i}} est la dimension d'information de l'ensemble (Rényi d'ordre 1)
{\displaystyle D_{H}} est la dimension de Hausdorff de l'ensemble (ou dimension d'homothétie)
{\displaystyle D_{\text{box}}} est la dimension de Minkowski-Bouligand de l'ensemble
{\displaystyle D_{d}} est la dimension "divider" de l'ensemble
En cas d'autosimilarité stricte, on conjecture (Schroeder, 1991) que {\displaystyle D_{H}} et {\displaystyle D_{\text{box}}} sont égales.
Pour un attracteur, si chaque élément de l'attracteur a une probabilité identique d'être visitée, alors {\displaystyle D_{i}} et {\displaystyle D_{\text{box}}} sont égales.

## Applications et limites

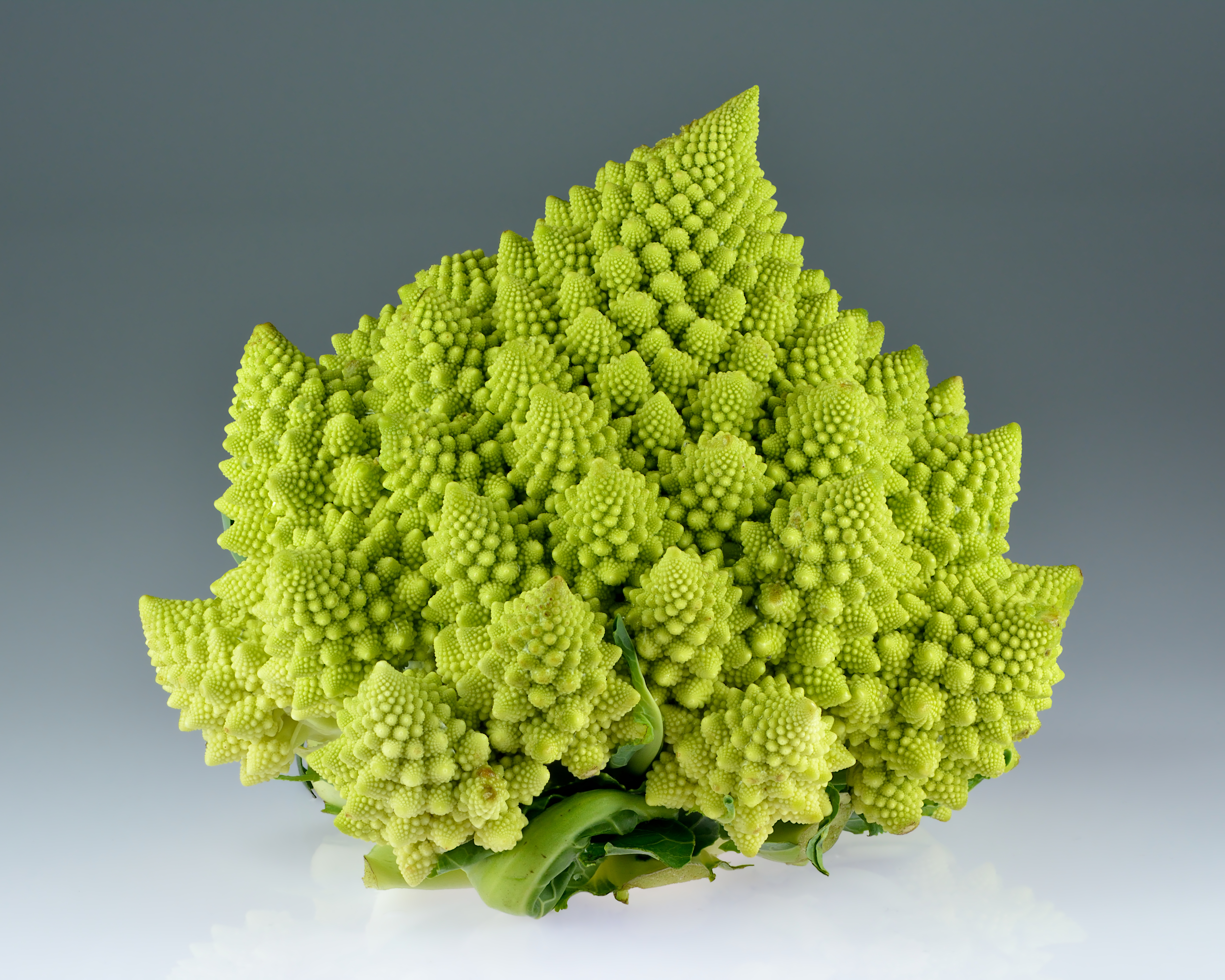
Le chou romanesco, fractale à taille visible.

La mesure de la dimension fractale trouve des applications dans de nombreux domaines de recherche tels que la physique, l'analyse d'image,, l'acoustique l'analyse des zéros de la fonction de Riemann ou les processus électrochimiques.
L'estimation de la dimension fractale d'objets réels est très sensible au bruit et à la quantité de données disponible. On doit donc être prudent concernant la valeur obtenue. 
Les définitions de dimension fractale présentées dans les sections précédentes s'entendent à la limite, lorsque ε tend vers zéro. Or cette limite n'est jamais atteinte dans le monde physique à cause des limites moléculaire ou quantique. Pour cette raison il n'existe pas d'objet physique fractal au sens strict.
La dimension fractale n'est, en pratique, calculée que sur un intervalle défini, généralement pour des valeurs de ε visibles (ou significatives vis-à-vis des propriétés que l'on souhaite étudier). On définira ainsi une dimension fractale apparente ou approximative.
La mesure d'une telle dimension fractale apparente utilise souvent la méthode de Minkowski-Bouligand ou méthode "box-counting" par comptage de boîtes. Elle consiste à 
- mesurer les valeurs de {\displaystyle N(\varepsilon )} pour différentes valeurs de ε dans l'intervalle choisi,
- puis porter ces valeurs sur un graphe donnant {\displaystyle \log(N(\varepsilon ))} en fonction de {\displaystyle \log(1/\varepsilon )}. Si la figure est auto-similaire, ces points seront alignés,
- enfin déterminer la pente de cette droite, ce qui donnera la valeur de la dimension fractale recherchée.

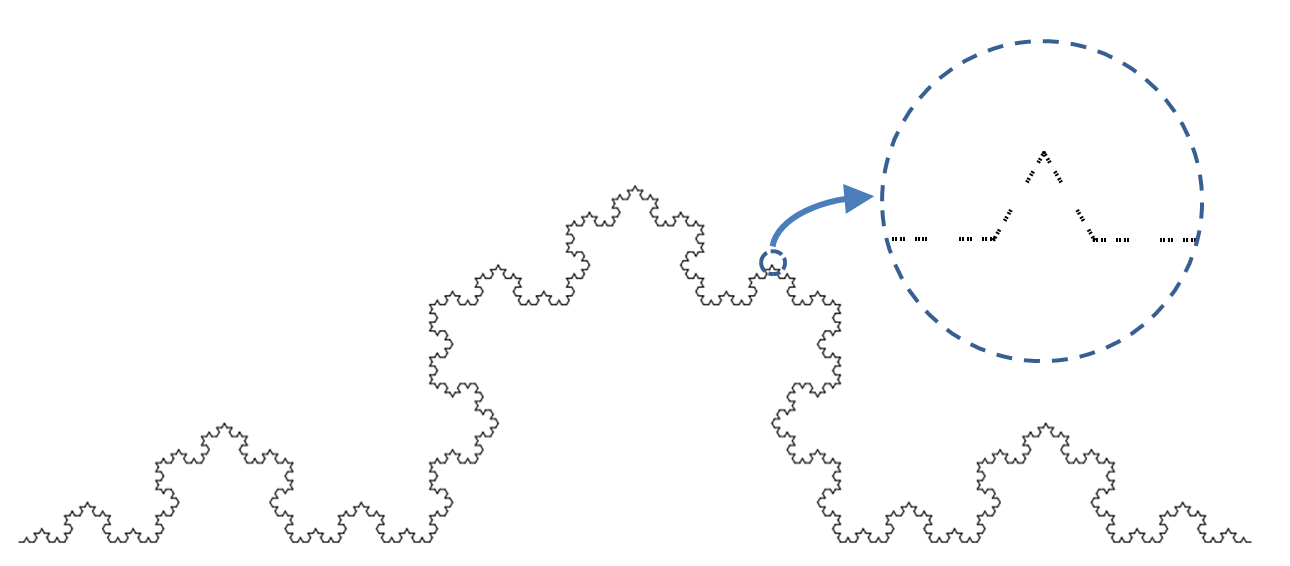
Une courbe de Koch paradoxale. Sa dimension fractale ne traduit pas sa rugosité apparente.

Cette restriction peut également concerner des constructions purement géométriques. À titre de contre-exemple, dans l'illustration ci-contre, on a défini une figure fractale paradoxale ayant l'aspect de la courbe de Koch mais ayant la dimension fractale de l'ensemble de Cantor : {\displaystyle \log(2)/\log(3)}. Elle est construite à la manière de Koch sur les premières itérations, celles concernant des intervalles de longueur visible, mais continue à l'infini avec la construction de l'ensemble triadique de Cantor. Si l'on s'en tient à l'aspect visible, on peut considérer sa dimension fractale apparente, qui vaut celle de la courbe de Koch : {\displaystyle \log(4)/\log(3)}, sur les intervalles de ε visibles.
Cet exemple illustre par ailleurs que dimension fractale et « rugosité » apparente, concept popularisé par Mandelbrot, ne vont pas toujours de pair.